# Médiane (statistiques)
Pour les articles homonymes, voir Médiane.
En théorie des probabilités et en statistiques, la médiane est une valeur qui sépare la moitié inférieure et la moitié supérieure des termes d’une série statistique quantitative ordonnée ou d’une variable aléatoire réelle. On peut la définir aussi pour une variable ordinale.
La médiane est un indicateur de tendance centrale. Par comparaison avec la moyenne, elle est insensible aux valeurs extrêmes mais son calcul est un petit peu plus complexe. En particulier, elle ne peut s’obtenir à partir des médianes de sous-groupes.
La donnée de la médiane peut s’accompagner des quartiles ou d’autres quantiles, notamment pour visualiser la distribution des valeurs à l’aide d’un diagramme en boite. La notion peut aussi être utilisée pour construire des estimateurs ou pour définir l’algorithme de recherche par médiane des médianes.

## Mode de calcul

### Démarche générale
La méthode consiste à ordonner les valeurs en une liste croissante et à choisir la valeur qui est au centre de cette liste. Pour une liste ordonnée de n éléments, n étant impair, la valeur de l'élément à la position (n + 1)/2 est la médiane. Si le nombre n d'éléments est pair, toute valeur comprise entre les éléments en positions n/2 et n/2 + 1 est une médiane ; en pratique, dans le cas d'une liste de nombres, c'est la moyenne arithmétique de ces deux valeurs centrales qui est en général utilisée,.
La complexité de l'algorithme de calcul de la médiane est donc la complexité de l'algorithme de tri utilisé, soit au mieux O(n log n).
Exemples 
- Ensemble de 7 entiers : {12; 5; 6; 89; 5; 2390; 1}. Après tri, la série est 1, 5, 5, 6, 12, 89, 2390. La médiane est le 4e élément de cette série, donc 6 : quatre valeurs de l'ensemble sont inférieures ou égales à 6, et quatre sont supérieures ou égales à 6.
- Ensemble de 6 entiers : {12; 5; 6; 89; 5; 1}. Après tri, la série est 1, 5, 5, 6, 12, 89. Toute valeur comprise entre le 3e et le 4e éléments de cette série, donc entre 5 et 6, peut être choisie comme médiane. Si l'on choisit arbitrairement 5,7 (qui est compris entre 5 et 6) trois éléments sont inférieurs ou égaux à 5,7 et trois y sont supérieurs, donc 5,7 est une médiane, mais c'est aussi le cas de 5,141, de 5,9 ou de 5,5. On prendra généralement cette dernière valeur comme médiane puisqu'elle est la moyenne arithmétique des deux éléments centraux 5 et 6.
- Supposons 21 personnes dans une pièce. Chacune prend l'argent de sa poche et le pose sur une table : 20 personnes posent 5 euros, et la dernière pose 10 000 euros. La médiane est l'élément central, le onzième, de la liste ordonnée 5, 5, 5, …, 5, 10 000. C'est donc 5 : onze personnes détenaient chacune au moins 5 euros, et onze détenaient au plus 5 euros. On remarque que si la personne la plus riche ne s'était pas présentée, la médiane aurait été la même (5 €), mais la moyenne aurait radicalement changé (5 € au lieu de 480,95 €).
- Un sondage express réalisé auprès de 50 utilisateurs de Wikipédia révèle que 12 des sondés se disent très satisfaits, 7 très insatisfaits, 20 plutôt satisfaits et les autres se disent plutôt insatisfaits. Cet ensemble de réponses peut être rangé par satisfaction croissante, et on obtient une liste de cinquante éléments dans cet ordre : 7 très insatisfaits, 11 plutôt insatisfaits, 20 plutôt satisfaits, 12 très satisfaits. Les deux éléments centraux, le 25e et le 26e, ont la même valeur : « plutôt satisfait ». Cette valeur est donc la valeur médiane de l'ensemble des réponses.

#### Autre démarche
Pour déterminer une médiane d'un ensemble de valeurs, il suffit de calculer les pourcentages cumulés croissants[pas clair] et on prend la première valeur de la série dont le pourcentage cumulé atteint ou dépasse 50 %.
Cette méthode est plus pratique lorsque l'on a un grand nombre de valeurs[Information douteuse].

### Efficacité des algorithmes
Il existe des algorithmes de complexité linéaire (en O(n)), donc plus performants. Il s'agit d'algorithmes qui permettent de manière générale de déterminer le k-ième élément d'une liste de n éléments (voir Algorithme de sélection) ; k = n/2 pour la médiane. Ce sont des adaptations des algorithmes de tri, mais qui sont plus performants du fait que l'on ne s'intéresse pas à toutes les valeurs. On peut par exemple utiliser l'algorithme diviser pour régner en seulement O(n) opérations ; c'est le cas de l'algorithme quickselect, variation du Tri rapide (quicksort), qui est en général en O(n) mais peut être en O(n2) dans le pire des cas.
Dans la pratique, si l'on cherche la médiane d'une liste de n entiers, et si l'on a la chance de constater que la valeur maximale m est inférieure à n2 (cette constatation coûte O(n)), alors le tri par comptage, de mise en œuvre très facile et dont le coût est, en l'espèce, de O(m) opérations, permet d'obtenir la médiane en moins de O(n2) opérations. Ce cas s'applique en particulier au cas des notes sur 20 (sans décimales) d'une classe de plus de 5 élèves (5 au carré est supérieur à 20).

## Mesure de la dispersion statistique
Lorsque la médiane est utilisée pour situer des valeurs en statistiques descriptives, il existe différentes possibilités pour exprimer la variabilité : l'étendue, l'écart interquartile et l'écart absolu.

## Médianes dans les distributions de probabilités
Pour toutes distributions de probabilités réelles, une médiane m satisfait l'égalité :
{\displaystyle \operatorname {P} (X\leq m)\geq {\frac {1}{2}}{\text{ et }}\operatorname {P} (X\geq m)\geq {\frac {1}{2}}\,\!}
c'est-à-dire en termes de fonction de répartition :
{\displaystyle \lim _{x\to m-}F_{X}(x)\leq {\frac {1}{2}}\leq F_{X}(m)}
(cf. le dessin dans la définition générale de l'espérance). Ainsi pour une distribution de probabilités diffuse (fonction de répartition continue) :
{\displaystyle F_{X}(m)={\frac {1}{2}}.}
Dans certains cas il peut y avoir plusieurs médianes. 

### Médianes de certaines distributions
Pour toutes les distributions symétriques, la médiane est égale à l'espérance.
- La médiane de la loi normale d'espérance μ et de variance σ2 est μ. Pour cette distribution, espérance = médiane = mode.
- La médiane de la loi uniforme continue dans l'intervalle [a, b] est (a + b) / 2, qui est aussi l'espérance.
- La médiane de la loi de Cauchy avec le critère de position x0 et le paramètre d'échelle y est x0, le critère de position.
- La médiane de la loi exponentielle avec le facteur d'échelle λ est la division du logarithme népérien de 2 par le facteur d'échelle, soit (ln 2)/λ.
- La médiane de la distribution de Weibull avec le facteur de forme k et le facteur d'échelle λ est λ(ln 2)1/k.

## Médianes en statistiques descriptives

Mode, médiane et moyenne de deux distributions différentes suivant la loi log-normale.

La médiane est principalement utilisée pour les distributions asymétriques, car elle les représente mieux que la moyenne arithmétique. Considérons l'ensemble {1, 2, 2, 2, 3, 9}. La médiane est 2, tout comme le mode, ce qui est une meilleure mesure de tendance centrale que la moyenne arithmétique égale à 3,166….
Le calcul de la médiane est couramment effectué pour représenter différentes distributions et elle est facile à comprendre, tout comme à calculer. Elle est aussi plus robuste que la moyenne en présence de valeurs extrêmes.

## Propriétés théoriques

### Propriété optimale
La médiane est aussi la valeur centrale qui minimise la valeur moyenne des écarts absolus. Dans la série {1, 2, 2, 2, 3, 9} donnée auparavant, ce serait (1 + 0 + 0 + 0 + 1 + 7) / 6 = 1,5, plutôt que 1,944 à partir de la moyenne, qui, elle, minimise les écarts quadratiques. En théorie des probabilités, la valeur c qui minimise
{\displaystyle E(\left|X-c\right|)\,}
est la médiane de la distribution de probabilités de la variable aléatoire X.

### Inégalité impliquant les moyennes et les médianes
Pour les distributions continues de probabilités, la différence entre la médiane et l'espérance est au plus d'un écart type.